# Cumbia de Ecuador

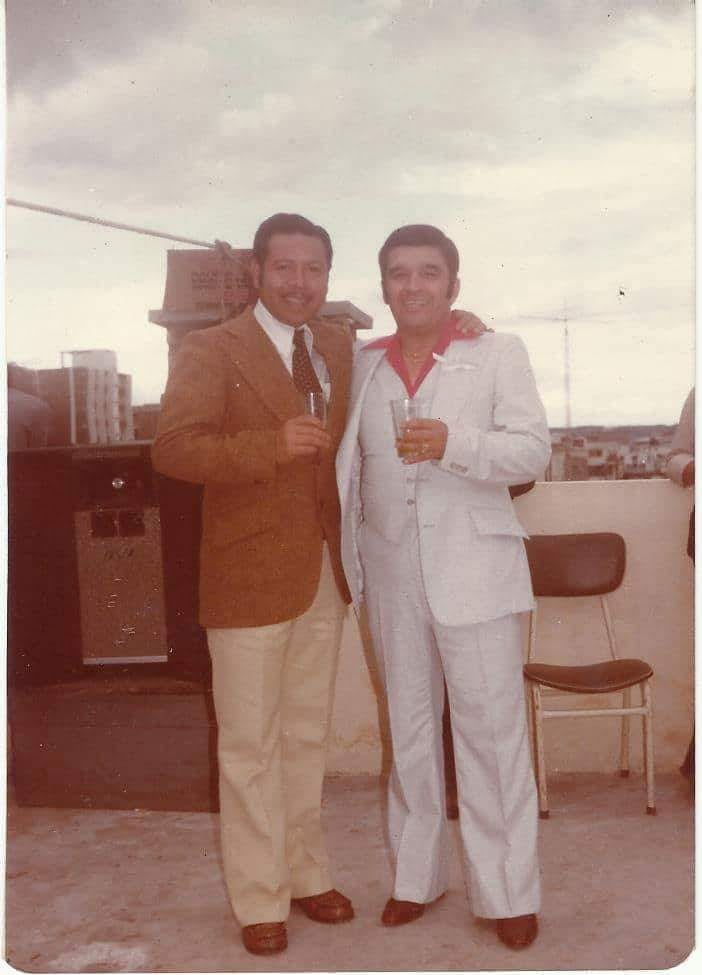
Don Medardo

La  cumbia de Ecuador es la expresión particular de este género musical en Ecuador. Al tener su origen la cumbia en Colombia, país vecino de Ecuador, su difusión a Ecuador fue muy temprano y su adopción rápida. Esto impulsaría la reinterpretación de varios géneros musicales existentes a través de orquestas tropicales con la cumbia como género musical referente. A esto se sumaría una basta producción de nuevas composiciones que continúan hasta la actualidad. 

## Historia
La cumbia empezó a popularizarse en Ecuador a partir de la década de 1940. Es importante destacar sin embargo, que de manera local, existen en Ecuador géneros musicales en compás binario con un ritmo similar a la cumbia como la bomba, el andarele y el sanjuanito. Estos géneros musicales de origen afroecuatoriano e indígena, populares tanto en los Andes como en la costa serían la base y facilitarían la recepción de la cumbia y su rápida apropiación en Ecuador. Muchas canciones de estos géneros serían rápidamente adaptados a la sonoridad de la cumbia y complementados con nuevas composiciones de esta nueva expresión musical.
Sin embargo, al realizarse esto no se llevaría a cabo un cambio en el nombre del género musical, como ocurriría en Perú cuando el huayno se convertiría en chicha, y tampoco se consolidarían los géneros musicales en uno solo teniendo como base su interpretación con una orquesta tropical. Se seguirían llamando simplemente "Música nacional", a veces se usaría el nombre equívocamente "cumbia" para referirse a la bomba, andarele (en especial Viva Vargas Torres), sanjuanito y muchas veces incluso a los pasacalles. A partir de los años ochenta, nuevamente de forma equívoca y por la popularización de este género en Perú, se usaría el término "chicha" para referirse a los géneros musicales ecuatorianos en su conjunto, o a sus intérpretes se los conocería equívocamente como "chicheros". Para ello es importante el hecho de que en Ecuador la psicodelia y el uso de guitarra eléctrica no tendrían la importancia que si ocurriría en Perú en el desarrollo de la chicha y más bien las bombas, andareles y sanjuanitos se tropicalizarían aprovechando su compatibilidad rítmica y se añadirían al repertorio composiciones propias de cumbias propiamente dichas. Estos géneros musicales a su vez se interpretarían en conjunto con pasacalles (de influencia más mexicana a través de los corridos) y albazos (género andino más cercano al bambuco colombiano) en las fiestas populares y celebraciones de las fundaciones de las ciudades. Todo este conjunto sería llamado muchas veces música nacional y a partir de los años noventa se llegaría a usar el término "tecnocumbia" nuevamente de manera equivoca, cuando los formatos evolucionarían de la orquesta tropical a un grupo de mujeres que interpreta la música acompañado de coreografías.
La primera banda tropical se llamaría Los Locos del Ritmo y aparecería en 1945, y a esto se sumaría el Trío Los Campiranos, Falconí Junior y Blaze Junior. En la década de los sesenta y setenta surgirían importantes bandas como Don Medardo y sus Players, Olmedo Torres y el conjunto los Gatos, Los Jockers y Polibio Mayorga y el Grupo Casino. De todas ellas, la más importante seguramente es Don Medardo y sus Players quien “surge en 1967, irrumpiendo musicalmente en toda la sociedad ecuatoriana y proyectándose en el ambiente artístico internacional, marcando un hito insuperable dentro de la historia de las orquestas nacionales con cien trabajos discográficos". En la década de los ochenta y noventa surgirían importantes exponentes con una interpretación mucho más influenciada por la música rocolera y los nuevos formatos que daban más importancia al artista como solista que a la orquesta, entre ellos se debe nombrar a Azucena Aymara, Jaime Enrique Aymara, Margarita Lugue, Juanita Burbano, Máximo Escaleras, Gerardo Morán, Ángel Guaraca, Bayron Caicedo, Segundo Rosero, Widinson, entre otros.